# Instituto Promundo
Com sede em Distrito Federal, Brasil, o Instituto Promundo  é uma Organização não governamental brasileira, fundada em 1997 em Brasília com o objetivo de promover a equidade de gêneros e o fim da violência através de discussões concomitantes sobre masculinidades e femininilidades. Legalmente registrado no Brasil.

## História
Fundado em 1997, o Promundo nasceu da frustração oriunda dos discursos predominantes relacionados com equidade de gêneros e dos esforços para se colocar estes discursos em ação, prática e criação de políticas. O Instituto tem se concentrado no desenvolvimento de intervenções avaliadas e estratégias de advocacy objetivando a equidade de gêneros e focando o engajamento de homens e meninos em prol da mudança de formas de masculinidades violentas e desiguais.
O Promundo trabalha local, nacional e internacionalmente:
- na condução de pesquisas aplicadas e prevenção de violência;
- no desenvolvimento, implementação e avaliação de perspectivas que visem promover mudanças positivas de normas de gênero; comportamentos e estruturas entre indivíduos, famílias e comunidades,
- advogando a integração de perspectivas de gênero equitativas em políticas públicas.

O Promundo desenvolve, implementa e avalia suas pesquisas e programas baseados em evidências em cooperação íntima com organizações civis locais sem fundos lucrativos. Nos últimos anos, o Promundo tem sido, de forma crescente, reconhecido pela sua promoção da importância do papel de homens e meninos objetivando a equidade de gêneros e a valorização das paternidades ativas.

## Principais programas e atividades

### Programa  H
Em  1999 o Promundo, em parceria com a ECOS Comunicação em Sexualidade (São Paulo, Brasil), o  Instituto Papai (Recife, Brasil) e Salud y Género (México), com o apoio da Organização Pan-Americana da Saúde (OPAS), a  Organização Mundial da Saúde (OMS), a International Planned Parenthood Federation/Western Hemisphere Region (IPPF/WHR), a JohnSnowBrasil e a Durex – SSL International desenvolveu o Programa H (letra inicial de homens em português e hombres em castelhano). O material nasceu como parte de uma ampla pesquisa baseada em uma comunidade.
O Programa H visa engajar homens jovens e suas comunidades em reflexões críticas sobre normas rígidas relacionadas com a masculinidade. Inclui atividades educacionais em grupo, campanhas comunitárias, e modelos de avaliação de masculinidades. Concluiu-se que o programa leva a mudanças significativas nos comportamentos entre jovens homens, além de relatos de aumento no uso de preservativos, melhora na comunicação do casal e redução nos relatos de uso de violência de homens contra suas parceiras. O programa H foi reconhecido como a "melhor prática" para a promoção de equidade de gêneros pela OPAS, e pelos Fundo das Nações Unidas para a Infância (UNICEF), Fundo de População das Nações Unidas, Programa das Nações Unidas para o Desenvolvimento (PNUD), Banco Mundial e Ministério das Relações Exteriores do Brasil.

### Programa M
Em 1999 o Promundo em parceria com a ECOS, o Instituto Papai, Salud y Género e World Education (Estados Unidos), e apoio da Oak Foundation, da MacArthur Foundation, da Nike Foundation e da Secretaria de política para as mulheres desenvolveram o Programa M (letra inicial de mulheres em português e mujeres castelhano).
O Programa M visa promover a saúde e empoderamento de jovens mulheres através de reflexões críticas sobre gênero, direitos e saúde. Consiste de atividades educacionais, campanhas comunitárias e novos instrumentos de avaliação para medir o impacto do programa nos comportamentos de mulheres jovens relacionados com gênero e eficácia auto-avaliada em relacionamentos interpessoais.

### Campanha do laço branco
Em 2000 o Promundo, o Instituto Papai e outras organizações parceiras lançaram a Campanha brasileira do laço branco. O Promundo também trabalha com o Instituto Noos (Rio de Janeiro, Brasil) e com o Governo do Estado do Rio de Janeiro para iniciar um dos primeiros programas de intervenção no Brasil, que mais tarde inspirou o Governo Federal brasileiro a implementar programas similares em outros Estados.

### Vídeo contra a homofobia
Devido ao fato de um estudo avaliatório realizado no Brasil em 2005 ter comprovado ser a homofobia o comportamento de menor grau de mudança em relação a posições anteriores, o Promundo, o Ecos, Salud y Género, o Papai e outros parceiros do Programa H, com o apoio do Departamento de DST, Aids e Hepatites Virais, desenvolveu o vídeo chamado Medo de quê? como uma ferramenta educacional complementar visando especificamente tratar da questão da homofobia para a juventude heterossexual.

### Simpósio global engajando homens e meninos na igualdade de gêneros
Entre 30 de março e 3 de abril de 2009, o Promundo e seus parceiros organizaram o Simpósio global engajando homens e meninos na igualdade de gêneros no Rio de Janeiro. O evento reuniu 439 ativistas, pesquisadores e profissionais de 77 países para compartilhar suas experiências ao desafiar normas rígidas de gênero e ao engajar homens e meninos na redução de violência contra mulheres e meninas, promoção de saúde sexual e reprodutiva; prevenção e tratamento do HIV/AIDS; e paternidade e cuidados infantis. O evento foi organizado em colaboração com a MenEngage Alliance.